# Leopold August Friese
Leopold August Friese (21. ledna 1793 Neu Ehrenburg – 13. února 1846 Smíchov) byl malíř, kreslíř a litograf.

## Život
Narodil se v rodině ševce a zprvu se vyučil v tesařské, soustružnické a dekoratérské dílně. Ke studiu na pražské Kreslířské akademii se dostal až v roce 1816, ve 23 letech. Po tři roky byl považován za nejnadanějšího žáka Josefa Berglera, ale po příchodu Josefa Führicha roku 1819 se mezi nimi vytvořilo přátelské soutěžení. Na některých zakázkách pracovali společně. Friese byl progresivnější než Führich, ale nebyl schopen se prosadit a většinu života se živil jako ilustrátor. Žil sám, postupně na Novém a na Starém Městě, neoženil se. Spolupracoval se smíchovskou dílnou nakladatele Dominika Mauliniho. Ke konci života se pomátl a zemřel v bídě. Jeho osud popsal Jakub Arbes v povídce Český bohém z dob Máchových.

## Dílo
Patřil do širšího okruhu nazarénů. Spolu s Führichem přispěl do souboru 62 velkoformátovými lepty "Das römische Kriegswesen", které roku 1819 vydal v Praze August Josef Mitterbacher. a také do dalšího svazku "Treue Abbildungen egyptisch-griechisch-römischer Alterthümer; der Priesterstand der Römer und ihre Gebräuche; Bilder der antiken Gottheiten, Weisen, Helden, Spiele, Feste".
Jeho nejznámějším dílem je asi šest příspěvků do souboru 72 litografií s tématy z českých dějin, jejichž kresebné předlohy dodával většinou Antonín Machek, který jej vydával vlastním nákladem a na jeho realizaci sdružil několik spolupracovníků (Martin Tejček, Antonín Jan Gareis starší, František Šír, Josef Führich, Václav Mánes, Antonín Mánes, Josef Mrňák, Jan Warter, Antonín Drda,... ). Vydával jej nejdříve ve Vídni v tiskárně u Friedricha Adolfa Kunikeho a od roku 1824 v pražském nakladatelství Dědicové Petra Bohmanna (Peter Bohmanns Erben).

## Galerie

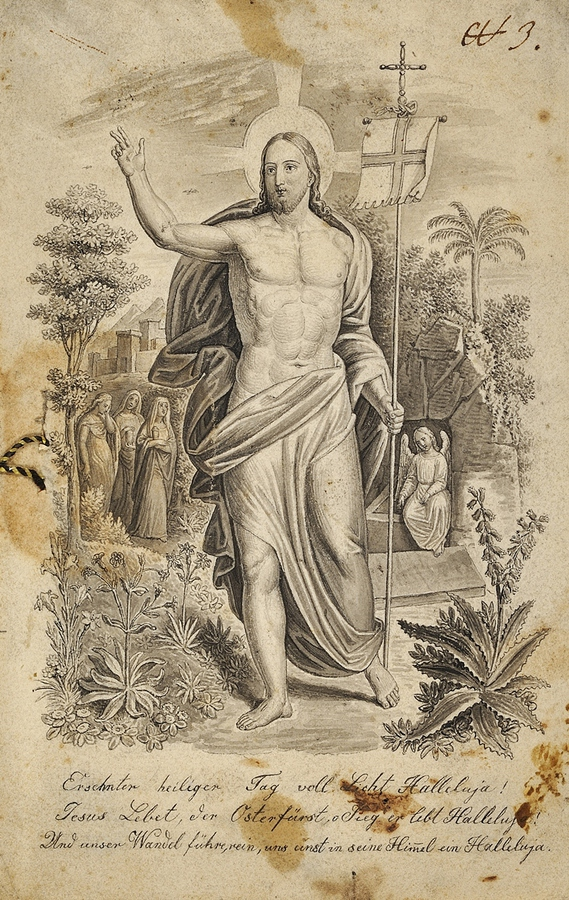
Friese Leopold August – Zmrtvýchvstalý Kristus (1833)
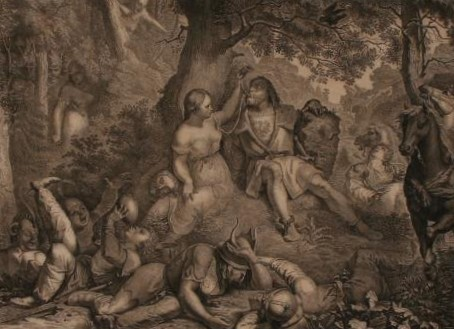
Šárka přelstila Ctirada
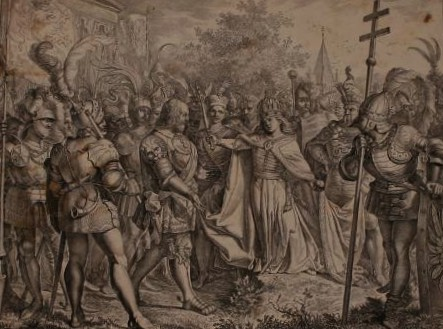
Václav v táboře před Budínem
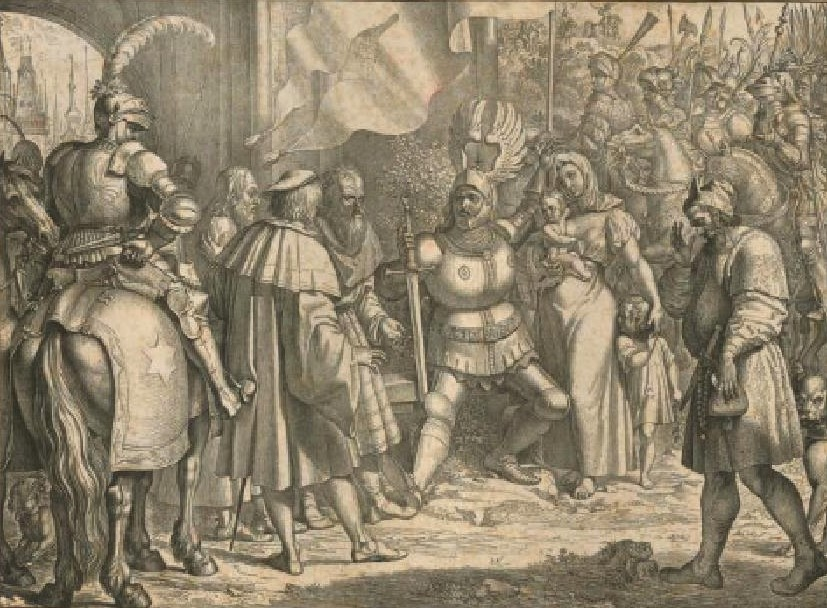
Spytihněv v bráně drží lid